# Heribert Losert
Heribert J. Losert (* 11. Juli 1913 in Neunkirchen (Niederösterreich); † 11. April 2002 in Wörth an der Donau) war ein deutscher Maler und Graphiker.

## Leben
Loserts Familie siedelte 1923 nach Troppau (Schlesien) um. Mit 15 Jahren erhielt Heribert Losert den ersten Zeichenunterricht bei der Malerin Silberschütz. Von 1929 bis 1931 studierte er Kunst an der Kunstgewerbeschule des Österreichischen Museums für Kunst und Industrie in Wien bei Viktor Schufinsky. Seine künstlerische Ausbildung setzte er von 1931 bis 1935 an der Akademie der Bildenden Künste in Wien bei Fahringer und Martin fort. 1938 heirateten Heribert Losert und Emmy Hörmandinger in Ulm. 1939 wurde der Künstler zum Kriegsdienst einberufen und als Kriegsmaler und Zeichner an den Fronten in Frankreich, Polen und Russland eingesetzt.
Nach Kriegsgefangenschaft, Vertreibung und Flucht, folgte 1945 die Ansiedlung in Rosenheim. Den Lebensunterhalt verdiente sich Heribert Losert durch eine freie Mitarbeit bei Zeitungen und Zeitschriften. Nach dem Besuch des Seminars der Freien Waldorfschulen in Stuttgart (1952/1953) zog er 1953 nach München um und nahm bis 1961 einen Lehrauftrag als Kunstpädagoge an der Rudolf-Steiner-Schule in München-Schwabing wahr. 1961 wurde er zum Leiter der Fachgruppe Bildende Kunst in der Künstlergilde Esslingen gewählt und gründete die Sommerakademie St. Johann bei Regensburg. Ab 1961 war Heribert Losert wieder freischaffender Künstler.
1965 gestaltete er die Sendereihe „Sehen und Sichtbarmachen – ein Zeichenkurs mit Spielregeln“, im Bayerischen Rundfunk (Fernseh-Studienprogramm), mit Wiederholungen im Hessischen und im Schweizer Fernsehen. Am Ende des Jahres trat Heribert Losert eine dreimonatige Reise nach Nordamerika an. Von 1965 bis 1968 war Heribert Losert Dozent für Malerei an der Freien Kunst-Studienstätte Ottersberg bei Bremen. 1971 wurde er Mitglied der Neuen Münchner Künstlergenossenschaft, der Künstlergruppe der Hans-Thoma-Gesellschaft, der Association „Art et Lettres“ in Juvisy und der „Seerose“ in München. 1973 gründete Heribert Losert die Freizeitakademie Bayerwald in Hofdorf und zog von München nach Wörth um. 1974 wurde Heribert Losert zum Ersten Vorsitzenden der Künstlergilde Esslingen gewählt und 1978 als Mitglied des Ostdeutschen Kulturrats berufen. Ab 1991 führte er die Freizeitakademie als Sommerakademie im Kloster Windberg fort. Gründungsmitglied der Sudetendeutschen Akademie der Wissenschaften und Künste. Am 11. April 2002 starb Heribert Losert in Wörth an der Donau.

## Ausstellungen
- 1960 München: Galerie Malura; Karlsruhe: Galerie des deutschen Bücherbundes; Wien: Kleine Galerie; Reutlingen: Spendhaus; Kirchheim/Teck: Kornhaus
- 1962 Dornach/Schweiz: Goetheanum; Regensburg: Museum der Stadt; Bremen: Paula-Modersohn-Becker-Haus
- 1963 München: Alter Botanischer Garten
- 1966 Scottsdale / Arizona: Stable Gallery und San Diego / Kalifornien: Old Town Galleries
- 1970 Friedrichshafen: Städtisches Bodensee-Museum; Laxenburg: Niederösterreichischer Kunstverein
- 1971 Kaufbeuren-Neugablonz: Städtische Galerie
- 1972 Sindelfingen: Stadtbibliothek
- 1974 Regensburg: Kunstforum Ostdeutsche Galerie
- 1977 Oldenburg: Landesmuseum
- 1978 Göppingen: Stadthalle
- 1979 Fulda: Fuldaer Stadtschloss
- 1988 Esslingen: Schwörhaus
- 1990 Schwandorf: Oberpfälzer Künstlerhaus; München: Kulturzentrum der Aktion Lebensqualität e.V.
- 1992/93 Augsburg: Bukowina-Institut an der Universität Augsburg
- 2003 Regensburg: Kunstforum Ostdeutsche Galerie (Werke aus dem Nachlass)
- 2008 München: Haus des Deutschen Ostens
- 2013 München-Au: Sudetendeutsches Haus (Gedenkausstellung zum 100. Geburtstag)[1]

## Preise und Auszeichnungen
- 1964 Hans-Thoma-Medaille, Internationaler Preis für Malerei in Monte Carlo
- 1968 Ehrenmedaille der Stadt Graz
- 1972 Goldmedaillen der Akademie „Thommaso Campanella“, Rom, und des „XIII. Salon International Paris-Sud“
- 1973 Sudetendeutscher Kulturpreis
- 1974 Fürstlich Liechtensteinischer Professor
- 1976 Seerosenpreis
- 1978 Plakette „pro arte“
- 1979 Bundesverdienstkreuz am Bande (5. Juli 1979)[2]
- 1980 Goldmedaille der Stadt Wörth an der Donau
- 1980 Nordgau-Kulturpreis der Stadt Amberg in der Kategorie „Bildende Kunst“
- 1981 Ehrenvorsitzender der Künstlergilde e.V., Esslingen
- 1982 Lovis-Corinth-Preis (Ehrengabe)
- 1989 Kulturpreis Ostbayern